# 蔣君章
蒋君章（1905年—1986年），笔名惜秋。江苏省崇明县中兴镇永南村人。民国作家、教育与新闻工作者。
与民国政治人物陈布雷关系比较密切，曾任陈布雷办公室机要秘书，直至1948年11月，蒋亲眼目睹陈布雷自尽，留下遗书交代蒋君章如何处理后事。蒋亦于次年陈布雷忌日撰写《悼念布雷先生》的文章。蒋君章亦参与了蒋介石与陈布雷的一些政见不合事件，如1945年底昆明西南联大（国立西南联合大学）的反政府学潮，遭到蒋介石威胁解散西南联大，时任教育部长的朱家骅为表达不满，借故离开重庆。蒋君章说：“先生对此颇感懊恼，因为这个命令的如何执行和教育部与军事机关有关，教育部的意见尤为重要”，最后陈布雷与蒋介石斡旋，最终获得蒋介石的认可与谅解，打消解散西南联大的决定。。

## 主要著作
- 《战国风云人物》获台湾新优良学术著作奖
- 《汉初风云人物》获台湾新优良学术著作奖
- 《民初风云人物》（上下册）获1979年台湾第五届国家文艺奖
- 《蜀汉风云人物》
- 《台海风云人物》
- 《宋初风云人物》